# 勞夫巴赫爾埃克山

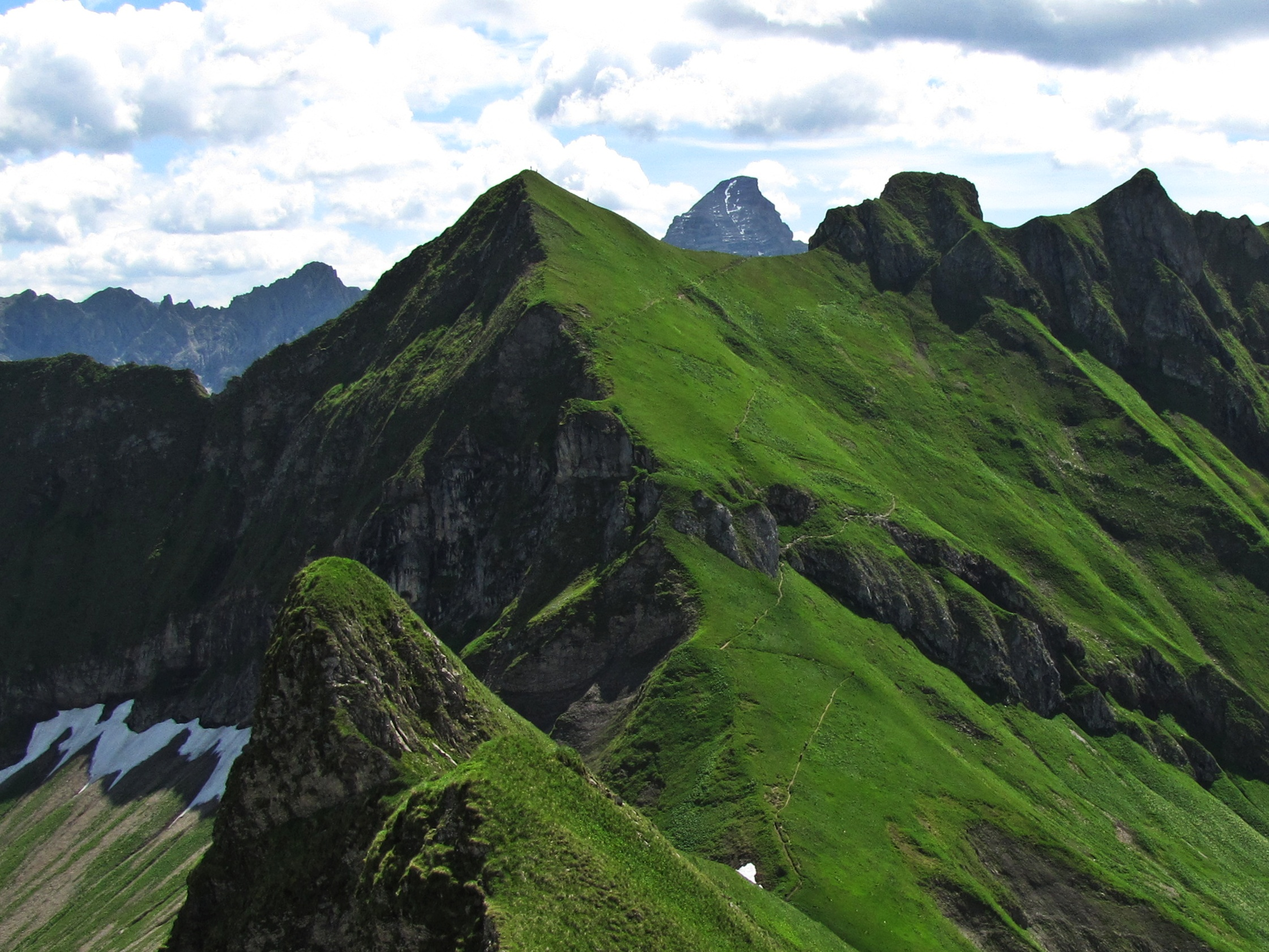

47°23′37″N 10°22′51″E / 47.39361°N 10.38083°E
勞夫巴赫爾埃克山（德語：Laufbacher Eck），是德國的山峰，位於該國東南部，由巴伐利亞負責管轄，屬於阿爾高阿爾卑斯山脈的一部分，距離羅特山0.1公里，海拔高度2,178米，每年平均降雨量1,730毫米。